# Ягдиг (Бурятія)
Ягдиг (рос. Ягдыг) — улус Курумканського району, Бурятії Росії. Входить до складу Сільського поселення Улюхан евенкійське.
Населення — 64 особи (2015 рік).